# Naturi Naughton
Naturi Caro Maria Naughton (* 20. Mai 1984 in East Orange, New Jersey) ist eine US-amerikanische Schauspielerin und Sängerin.

## Karriere als Sängerin
Nach der Einbindung in verschiedenen Kinderchören wurde Naturi Naughton im Jahre 1999 durch ihre Mitgliedschaft in der R‘n‘B/Pop-Gruppe 3LW, dessen Debütalbum 1,3 Millionen Mal verkauft wurde, bekannt. Nach einem öffentlich ausgetragenen Streit verließ Naughton 2002 die Band und startete eine Solokarriere. Ihr erster Charterfolg war 2009 der von Irene Cara gecoverte Song Fame, den sie anlässlich ihrer Rolle in der gleichnamigen Neuverfilmung präsentierte.

## Karriere als Schauspielerin
Naughton startete ihre Schauspielkarriere im Jahre 2005 mit einer Rolle im Broadway-Musical Hairspray, in dem sie bis 2008 die Rolle der Little Inez spielte. Nach diversen TV-Auftritten spielte Naughton 2009 Rollen in den Kinofilmen Notorious B.I.G. und Fame – Der Film.
2012 spielte sie in der Dramaserie The Client List, an der Seite von Jennifer Love Hewitt, als Kendra eine der Hauptrollen.

## Filmografie (Auswahl)
- 2009: Notorious B.I.G.
- 2009: Fame
- 2011: Lottery Ticket
- 2011: The Playboy Club (Fernsehserie, 7 Episoden)
- 2012: The Client List (Fernsehserie, 8 Episoden)
- 2013: Let the Church Say Amen (Fernsehfilm)
- 2014–2020: Power (Fernsehserie, 63 Episoden)
- 2018: Step Sisters
- 2020: Emperor
- 2020: Really Love
- 2020–2023: Power Book II: Ghost (Fernsehserie, 13 Episoden)
- 2021–2022: Queens (Fernsehserie, 13 Episoden)
- 2022: The Night Before Christmas (Fernsehfilm)
- 2023: Call Her King